# Hermann Abmayr (Mediziner)
Hermann Abmayr (* 16. Februar 1891 in Dattenhausen; † 9. Januar 1959 in Lippstadt) war ein deutscher Tierarzt.
Abmayr legte 1911 das Abitur am humanistischen Gymnasium St. Stephan in Augsburg ab und studierte Tiermedizin an der Universität München. seit 1911 war er Mitglied der katholischen Studentenverbindung KDStV Aenania München im CV. Als Kriegsfreiwilliger nahm er als Soldat am Ersten Weltkrieg teil. In dieser Zeit legte er die tierärztliche Approbation ab, nach dem Krieg folgte das Staatsexamen. Von 1920 an arbeitete er als praktizierender Tierarzt in Kötzting, ab 1926 als Distriktstierarzt in Altomünster und ab 1931 in Illertissen. 1936 begann er als Tierarzt und Leiter des städtischen Schlachthofs in Günzburg. Von 1952 bis 1958 war er Präsident der Bayerischen Landestierärztekammer und danach Ehrenpräsident. Vom 1. März 1951 bis zu seinem Tode war er zudem Mitglied des Bayerischen Senats.